# Rhizostylops inquirendus
Rhizostylops inquirendus is een keversoort uit de familie waaierkevers (Rhipiphoridae). De wetenschappelijke naam van de soort is voor het eerst geldig gepubliceerd in 1906 door Silvestri.